# 10e Golden Globe Awards
De 10e Golden Globe Awards, waarbij prijzen werden uitgereikt in verschillende categorieën voor de beste Amerikaanse films van 1952, vonden plaats op 26 februari 1953 in het Ambassador Hotel in Los Angeles, Californië.

## Winnaars

### Beste dramafilm
- The Greatest Show on Earth
  - Come Back, Little Sheba
  - The Happy Time
  - High Noon
  - The Thief

### Beste komische of muzikale film
- With a Song in My Heart
  - Hans Christian Andersen
  - I'll See You in My Dreams
  - Singin' in the Rain
  - Stars and Stripes Forever

### Beste regisseur
- Cecil B. DeMille - The Greatest Show on Earth
  - Richard Fleischer – The Happy Time
  - John Ford – The Quiet Man

### Beste acteur in een dramafilm
- Gary Cooper - High Noon
  - Charles Boyer – The Happy Time
  - Ray Milland – The Thief

### Beste actrice in een dramafilm
- Shirley Booth - Come Back, Little Sheba
  - Joan Crawford – Sudden Fear
  - Olivia de Havilland – My Cousin Rachel

### Beste acteur in een komische of muzikale film
- Donald O'Connor - Singin' in the Rain
  - Danny Kaye – Hans Christian Andersen
  - Clifton Webb – Stars and Stripes Forever

### Beste actrice in een komische of muzikale film
- Susan Hayward - With a Song in My Heart
  - Katharine Hepburn – Pat and Mike
  - Ginger Rogers – Monkey Business

### Beste mannelijke bijrol
- Millard Mitchell - My Six Convicts
  - Kurt Kasznar – The Happy Time
  - Gilbert Roland – The Bad and the Beautiful

### Beste vrouwelijke bijrol
- Katy Jurado - High Noon
  - Mildred Dunnock – Viva Zapata!
  - Gloria Grahame – The Bad and the Beautiful

### Beste mannelijke nieuwkomer
- Richard Burton - My Cousin Rachel
  - Aldo Ray - Pat and Mike
  - Robert Wagner - Stars and Stripes Forever

### Beste vrouwelijke nieuwkomer
- Colette Marchand - Moulin Rouge
  - Rita Gam - The Thief
  - Katy Jurado - High Noon

### Beste scenario
- 5 Fingers – Michael Wilson
  - High Noon – Carl Foreman
  - The Thief – Clarence Greene en Russell Rouse

### Beste score
- High Noon – Dimitri Tiomkin
  - Ivanhoe – Miklós Rózsa
  - The Quiet Man – Victor Young

### Beste cinematografie - zwart-wit
- High Noon - Floyd Crosby
  - The Four Poster - Hal Mohr
  - The Thief - Sam Leavitt

### Beste cinematografie - kleur
- The Greatest Show on Earth - George Barnes

### Beste jeugdacteur
- Brandon de Wilde - The Member of the Wedding
  - Francis Kee Teller - Navajo
  - George Winslow - My Pal Gus

### Bevorderen van internationaal begrip
- George Seaton - Anything Can Happen
  - Robert Parrish - Assignment: Paris
  - Richard Thorpe - Ivanhoe

### Cecil B. DeMille Award
- Walt Disney
  - Stanley Kramer
  - Adolph Zukor

### Henrietta Award
- Susan Hayward en John Wayne

### Special Achievement Award
- Francis Kee Teller - Navajo